# Caergwrle Castle
Caergwrle Castle är ett slott i Storbritannien.   Det ligger i kommunen Flintshire och riksdelen Wales, i den södra delen av landet, 260 km nordväst om huvudstaden London. Caergwrle Castle ligger 130 meter över havet.
Terrängen runt Caergwrle Castle är platt åt nordost, men åt sydväst är den kuperad. Runt Caergwrle Castle är det ganska tätbefolkat, med 60 invånare per kvadratkilometer. Närmaste större samhälle är Chester, 13,3 km nordost om Caergwrle Castle. Omgivningarna runt Caergwrle Castle är en mosaik av jordbruksmark och naturlig växtlighet.